# Борщевик сибирский
Борщеви́к сиби́рский, пу́чка, пика́н (лат. Heracléum sibíricum) — травянистое растение семейства Зонтичные. Растёт в умеренной зоне в Европе, в Предкавказье, Западной Сибири, Казахстане и Монголии.
По некоторым современным классификациям Борщевик сибирский является синонимом таксона Борщевик обыкновенный подвид сибирский (Heracleum sphondylium subsp. sibiricum (L.) Simonk.), тогда как наиболее авторитетные IPNI и POWO по-прежнему выделяют Борщевик сибирский (Heracleum sibiricum L.) как самостоятельный вид.

## Название
О происхождении названия рода см. раздел «Название» статьи «Борщевик».

## Ботаническое описание

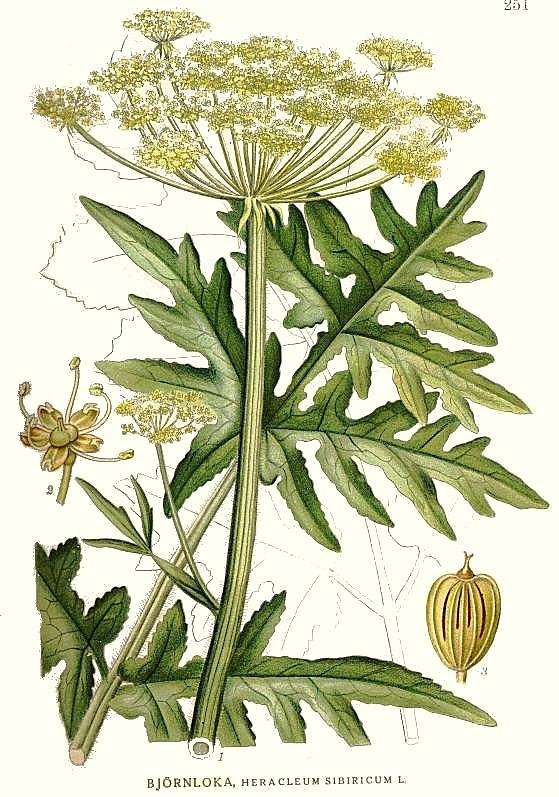

Двулетнее или многолетнее травянистое растение с вертикальным корнем.
Корневище мощное стержневое, на срезе светлое.
Стебель одиночный, высотой до 180 см, полый, грубый толстый ребристый, опушённый щетинистыми волосками, в верхней части ветвится. Растение обладает слабым, специфическим пряным запахом.
Листья крупные (до полуметра в длину), грубые, шероховатые, округло-яйцевидные лопастные или перисто-рассечённые, иногда дважды или трижды перистые, неравнозубчатые; нижние — черешковые, верхние — с сильно уменьшенной листовой пластинкой, сидящей на расширенном влагалище.
Соцветие — крупный сложный зонтик из 15—30 опушённых лучей; центральные зонтички крупнее, с обоеполыми цветками, в боковых цветки мужские, но часто бесплодные. Лепестки желтовато-зелёные; в краевых цветках не увеличены или увеличены незначительно.
Цветёт летом, плодоносит с июля по сентябрь. Плод — обычный для зонтичных голый вислоплодник, до 1 см в длину, 4—7 мм в ширину, сильно сжат со спинки; состоит из двух плоских мерикарпиев с крылатыми рёбрами. Плоды также имеют слабый пряный запах, характерный для всего растения.

## Распространение и экология
Борщевик сибирский, несмотря на название, — преимущественно европейский вид, обычный для всей Средней России. Распространён также в Центральной Европе, Предкавказье и в Западной Сибири (в южной её части доходит до Алтая). Встречается в Крыму, в Казахстане (Джунгарский Алатау).
Растёт на лугах (особенно заливных), по берегам рек и ручьёв, опушкам, придорожным луговинам, а также около жилья и в сорных местах. В горных местностях предпочитает хвойные и лиственные негустые леса, поднимаясь до субальпийского пояса.
В естественных условиях размножается семенами.

## Диалектные названия
Словарь Даля описывает это растение так:
Пика́н м. вят. пика́на ж. сиб. растн. Heracleum sibiricum, пу́чки, свинушки, борщ, борщевник, бодран, ги́голь, ги́голье; молодые стебли его едят, обдирая; из старых делают сопелки. || Дикий щавель.

## Значение и применение
Свежие листья и молодые побеги хорошо поедаются скотом; растение также идёт на силос.
Молодые побеги, очищенные от коры, издавна употреблялись в пищу, но сок может вызвать воспаление на коже (правда, в меньшей степени, чем у других видов борщевика). Суповой отвар из листьев борщевика имеет грибной аромат. Молодые листья используют для салатов. Черешки стеблей маринуют и употребляют как гарнир ко вторым блюдам. В некоторых районах России из борщевика делают овощную икру, напоминающую баклажанную.
Хороший медонос и пыльценос. Пчёлы охотно посещают цветки, собирающие нектар и пыльцу. На юге Дальнего Востока нектаропродуктивность 100 цветков 15,3—30,4 мг, мёдопродуктивность 80—120 кг/га. По наблюдениям в Тюменской области содержание сахара в нектаре 100 цветков в течение дня колебалось от 3,26 до 18,6 мг.
Ранее использовался в народной медицине.

### В медицине
Борщевик сибирский содержит эфирное масло, что определяет его питательную ценность. Растение богато витамином C и каротином.
В лечебных целях используют листья и корни. Листья заготавливают во время цветения; корни выкапывают осенью и сушат не промывая.

## Классификация

### Таксономия[6]
Heracleum sphondylium subsp. sibiricum (L.) Simonk., 1887, Enum. Fl. Transsilv. 266
Таксон Борщевик обыкновенный подвид сибирский относится к виду Борщевик обыкновенный (Heracleum sphondylium) рода Борщевик (Heracleum) семейства Зонтичные (Apiaceae) порядка Зонтикоцветные  (Apiales). Кладограмма в соответствии с Системой APG IV:
|  |                                      |  |                                   |                                   |                     |  | ещё 6 семейств | ещё 6 семейств |                       |  |  |  | еще 146 подтвержденных вида и 33 в статусе "непроверенных" | еще 146 подтвержденных вида и 33 в статусе "непроверенных" |  |  |
|  |                                      |  |                                   |                                   |                     |  | ещё 6 семейств | ещё 6 семейств |                       |  |  |  | еще 146 подтвержденных вида и 33 в статусе "непроверенных" | еще 146 подтвержденных вида и 33 в статусе "непроверенных" |  |  |
|  |                                      |  |                                   | порядок Зонтикоцветные            |                     |  |                |                | род Борщевик          |  |  |  |                                                            | Борщевик обыкновенный подвид сибирский                     |  |  |
|  |                                      |  |                                   | порядок Зонтикоцветные            |                     |  |                |                | род Борщевик          |  |  |  |                                                            | Борщевик обыкновенный подвид сибирский                     |  |  |
|  | отдел Цветковые, или Покрытосеменные |  |                                   |                                   | семейство Зонтичные |  |                |                | Борщевик обыкновенный |  |  |  |                                                            |                                                            |  |  |
|  | отдел Цветковые, или Покрытосеменные |  |                                   |                                   |                     |  |                |                |                       |  |  |  |                                                            |                                                            |  |  |
|  |                                      |  | ещё 63 порядка цветковых растений | ещё 63 порядка цветковых растений |                     |  |                | ещё 447 родов  | ещё 447 родов         |  |  |  | еще 22 внутривидовых таксона                               |                                                            |  |  |
|  |                                      |  |                                   | ещё 63 порядка цветковых растений |                     |  |                |                | ещё 447 родов         |  |  |  |                                                            |                                                            |  |  |

## Синонимы
- Heracleum lecokii  Gren. & Godr.
- Heracleum sibiricum  L.
- Heracleum sphondylium subsp. glabrum  (Huth) Holub
- Pastinaca sibirica  Calest.
- Selinum casparyi  E.H.L.Krause